# Friedrich von Rabenau
Pour les articles homonymes, voir Rabenau.
Friedrich von Rabenau (10 octobre 1884 à Berlin – 9 avril 1945 au Camp de concentration de Flossenbürg) est un général d'artillerie allemand qui a servi dans l'Armée de terre allemande (Heer) au sein de la Wehrmacht pendant la Seconde Guerre mondiale. Il fut l’une des grandes figures de la résistance militaire allemande contre le nazisme sous le IIIe Reich.

## Biographie
Issu d'une famille de vieille noblesse saxonne, Friedrich von Rabenau est né à Berlin du médecin Friedrich von Rabenau (1847–1885) et de Wally (née Noebel). Il rejoint en 1903 le 72e régiment d'artillerie de campagne de l'Armée prussienne, stationné à Dantzig, servant pendant la Première Guerre mondiale, et dans l'armée de Weimar (Reichswehr).
En 1936, sur décision du chef de l'état-major général Ludwig August Theodor Beck, le général Friedrich von Rabenau est nommé à la tête des archives militaires allemandes, à Potsdam. À ce poste, il va s'employer à empêcher les falsifications idéologiques avec une rigueur scientifique dans la collecte de sources.
Ses convictions chrétiennes l'amènent à rejoindre très tôt l'opposition au nazisme. Friedrich Von Rabenau était un Rechtsritter (« Chevalier de la Justice ») dans la hiérarchie de l'ordre protestant de Saint-Jean. En tant que chrétien protestant et officier général, il obtient du Reichsführer-SS Heinrich Himmler la permission d'occuper l'abbaye de Maria Laach, qui avait été saisie par le Reich alors qu'elle était sous l'autorité du cardinal catholique romain von Galen de Münster. Si Friedrich von Rabenau ne rejoint aucun groupe de résistance, il agit cependant comme intermédiaire entre Ludwig Beck et Carl Friedrich Goerdeler, qu'il connaissait du temps où il assurait la fonction d'Abteilungskommandeur (« commandant de section ») à Königsberg (maintenant Kaliningrad).
À la mi-1942, Friedrich Von Rabenau est relevé de ses fonctions, transféré au rang de général d'artillerie (grade correspondant à celui de général de corps d'armée dans l'armée française contemporaine) et mis en retraite prématurée. Il étudie la théologie protestante à l'université de Berlin et en 1943 et obtient une Licentiatus theologiae, écrivant sa thèse sur l'aumônerie militaire.
Friedrich von Rabenau est arrêté à la suite du complot qui aboutit à la tentative d'assassinat d'Adolf Hitler le 20 juillet 1944. Le 9 avril 1945, sans avoir été inculpé ni jugé, le général Friedrich von Rabenau, l'un des derniers détenus du camp de concentration de Flossenbürg, est fusillé sur ordre personnel de Himmler.
Lui survivent sa veuve Eva Kautz et leurs deux filles.

## Décorations
- Ordre protestant de Saint-Jean[3]
- Croix de fer[3] (1914)
  - 2e Classe
  - 1re Classe
- Croix de chevalier de l'Ordre royal de Hohenzollern[3] avec glaives
- Croix de Frédéric[3]

Croix du Mérite militaire (Autriche) 3e Classe avec décorations de guerre